# Нагорный (Орловская область)
Нагорный — посёлок в Ливенском районе Орловской области России.
Входит в Здоровецкое сельское поселение в рамках организации местного самоуправления и в Здоровецкий сельсовет в рамках административно-территориального устройства.

## География
Расположен на северной границе райцентра, города Ливны, и в 119 км к юго-востоку от центра города Орёл.

## Население
| 2002 | 2010 |
| ---- | ---- |
| 538  | ↘506 |

Согласно результатам переписи 2002 года, в национальной структуре населения русские составляли 99 % от жителей.